# الفرع العلوي من الشريان اللفائفي القولوني
الفرع العلوي من الشريان اللفائفي القولوني ‏ هو شريان يتفرعُ من شريان لفائفي قولوني.